# Dubraika Rodríguez
Dubraika Alessa Rodríguez Criollo (ur. 22 listopada 1995) – wenezuelska zapaśniczka walcząca w stylu wolnym. Zajęła piąte miejsce na mistrzostwach panamerykańskich w 2017. Brązowa medalistka igrzysk boliwaryjskich w 2017. Wicemistrzyni panamerykańska juniorów w 2012, a trzecia w 2013 roku.